# Kosmos 48
Kosmos 48 – radziecki satelita rozpoznawczy; statek serii Zenit-2 programu Zenit, którego konstrukcję oparto na załogowych kapsułach Wostok. Misja częściowo udana. Kapsuła z negatywami opadła na terytorium ZSRR już po 6 dniach z powodu usterki układu termoregulacji wnętrza statku, gdzie temperatura wzrosła do 43 °C.